# 벨라 로벨
벨라 로벨(Vella Lovell, 1985년 9월 13일 ~ )은 미국의 배우이다.
뉴멕시코주에서 태어났다.

## 출연 작품

### 영화
- 빅 식 (2017)[1][2] - 카디자 역
- 유어 플레이스 오어 마인 (2023)

### 텔레비전
- 크레이지 엑스 걸프렌드 (2015-19)
- 우주의 전사 쉬라 (2018-20) - 애니메이션